# Alcáçovas
Pour les articles homonymes, voir Alcáçovas (homonymie).
Alcáçovas est une ancienne municipalité portugaise et une freguesia de la municipalité de Viana do Alentejo, dans le district d'Évora.

## Géographie
D'une superficie de 268,13 km2, elle comptait 2 111 habitants en 2011. 
La rivière des Alcáçovas coule à proximité.

## Histoire
Alcáçovas a constitué le siège d'une municipalité entre 1258 et 1836. Le traité d'Alcáçovas y a été signé le 4 septembre 1479.

## Personnalités liées
- Duarte Lobo, compositeur (1565-1646)
- Aleixo de Abreu, médecin (1568-1630)